# Dicranomyia (Euglochina) connectans
Dicranomyia (Euglochina) connectans is een tweevleugelige uit de familie steltmuggen (Limoniidae). De soort komt voor in het Afrotropisch gebied.